# Paramunna koreana
Paramunna koreana is een pissebed uit de familie Paramunnidae. De wetenschappelijke naam van de soort is voor het eerst geldig gepubliceerd in 2001 door Malyutina & Ushakova.